# Артёмовское месторождение
Артёмовское месторождение — месторождение галита (каменной соли) в Украине. Расположено рядом с городом Соледар Донецкой области.

## Описание
Добыча соли в этой местности имеет длительную историю (хотя первоначально она осуществлялась в небольших объёмах и кустарными методами).
В 1870 году геолог А. Карпинский высказал предположение, что на территории Изюмского и Бахмутского уездов Харьковской губернии Российской империи могут быть большие залежи каменной соли. Эта гипотеза была подтверждена, когда в 1872-1873 гг. были пробурены первые геологоразведочные скважины. 
Месторождение эксплуатируется с 1881 года. Боевые действия Великой Отечественной войны и немецкая оккупация на некоторое время нарушили добычу соли на этом месторождении, но после войны рудники были восстановлены и оснащены более современным оборудованием. Добыча соли была автоматизирована и механизирована. 
Площадь месторождения — около 170 км². По объёму добычи месторождение на 1 месте в СССР (23 %). В 1985 году добыча составляла 6,8 млн. тонн. Промышленные запасы являлись крупнейшими в УССР и по состоянию на 1986 год составляли 5048 млн. тонн. Пластовые залежи каменной соли залегают в толще известняков и аргиллитов нижнего отдела пермской системы на глубине 80-540 м. Промышленное значение имеют три пласта толщиной 25-50 м. Основным минералом соленосных толщ является галит, характерны тонкие (1-5 мм) прослойки ангидрита. Содержание хлорид натрия (NaCl) в каменной соли 97,5-99%, в верхнем пласте — до 62%. Перспективной для дальнейшего освоения является Шевченковский участок, разведанный на востоке. Каменную соль месторождения используют в пищевой и химической промышленностях и сельском хозяйстве Украины, экспортируется.